# Vienne-en-Val
Vienne-en-Val è un comune francese di 1 870 abitanti situato nel dipartimento del Loiret nella regione del Centro-Valle della Loira.

## Società

### Evoluzione demografica
Abitanti censiti